# Georg von Langsdorff

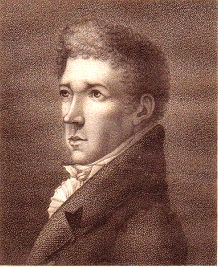
Georg Heinrich von Langsdorff

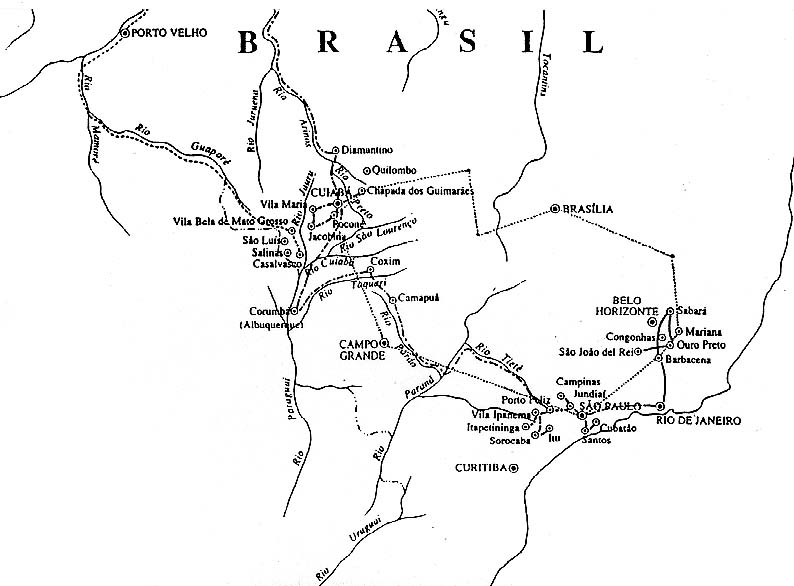
Mapa ekspedycji Langsdorffa w 1827 roku

Georg Heinrich von Langsdorff lub Grigorij Iwanowicz Langsdorf (ros. Григорий Иванович Лангсдорф) (ur. 8 kwietnia 1774 w Wöllstein, zm. 9 czerwca 1852 we Fryburgu Bryzgowijskim) – niemiecko-rosyjski arystokrata, polityk, lekarz i przyrodnik. Członek korespondent Petersburskiej Akademii Nauk.
Od 1803 do 1805 brał udział w podróży morskiej dookoła świata pod dowództwem Adama Johanna von Krusensterna; przerwał wyprawę na Kamczatce by zbadać Aleuty, Archipelag Kodiak i Alaskę, potem dotarł do Stanów Zjednoczonych i przez Syberię do Sankt Petersburga, dokąd dotarł w 1808.
W 1813 Langsdorff został mianowany konsulem generalnym w Rio de Janeiro. Otrzymał gospodarstwo w północnej części Rio, oddawał się kolekcjonowaniu roślin i zwierząt. Razem z przyrodnikiem Augustinem Saint-Hilaire badał od 1813 do 1820 przyrodę i geografię prowincji Minas Gerais.
W 1821 przedstawił carowi Aleksandrowi I i Rosyjskiej Akademii Nauk plany ekspedycji z São Paulo do Pará, drogą rzeczną. W 1822 powrócił do Rio i razem z Édouardrm Ménétriesem, Ludwigiem Riedlem, Christianem Hassem i Nestorem Rubcowem zaczął przygotowania do wyprawy. W celu dokumentacji przebiegu wyprawy Langsdorff zaprosił do udziału malarzy: Hérculesa Florence'a, Johanna Moritza Rugendasa i Adriena Taunaya. Do członków wyprawy należał też Karl Drais.
Po długich przygotowaniach licząca 40 osób i wyposażona w siedem łodzi ekspedycja wyruszyła z Porto Feliz rzeką Tietê, i dotarła do Cuiabá w Mato Grosso 30 stycznia 1827. Tam podzieliła się na dwie ekspedycje: pierwsza, z Langsdorffem i Florencem, dotarła do Santarém nad Amazonką 1 lipca 1828, doświadczając po drodze wielu trudności (większość uczestników, w tym baron Langsdorff, zachorowało na tropikalną gorączkę, prawdopodobnie żółtą febrę). Adrien Taunay w styczniu 1828 utonął w rzece Guaporé. Obie ekspedycje ponownie się złączyły w Belém i powróciły statkiem do Rio de Janeiro, przybywając tam 13 marca 1829, po blisko trzech latach i 6000 km przebytej drogi.
Langsdorff powrócił do Europy w 1830. Zmarł we Fryburgu w 1852 roku na dur brzuszny.
Na jego cześć nazwano rodzaj Langsdorffia oraz gatunki Mittenothamnium langsdorffii i Thamniopsis langsdorffii.

## Wybrane prace
- Bemerkungen auf einer Reise um die Welt in den Jahren 1803 bis 1807, 2 Bände, Frankfurt am Main 1812
- Bemerkungen über Brasilien. Mit gewissenhafter Belehrung für auswandernde Deutsche, Heidelberg 1821